# Mesochra sewelli
Mesochra sewelli är en kräftdjursart som beskrevs av Lang 1948. Mesochra sewelli ingår i släktet Mesochra och familjen Canthocamptidae. Inga underarter finns listade i Catalogue of Life.